# Vezseny-ér
A Vezseny-ér a Kisalföldön ered, Győr-Moson-Sopron vármegyében. A patak forrásától kezdve északkeleti irányban halad, majd Győr délkeleti részénél eléri a Pándzsa-patakot.

## Part menti települések
- Vecsenypuszta (Sikátor külterülete)
- Bakonybánk
- Tápszentmiklós
- Nyalka
- Pér
- Töltéstava
- Győr